# スミッシング
スミッシング（Smishing）、またはSMSフィッシング（SMS phishing）とは、SMSを用いたフィッシング詐欺。「SMS」と「フィッシング（phishing）」を合わせて作られた造語である。
当初、SMS phishingと言われていたが、後にSmishingが多用されるようになった。
典型的な手口として、携帯電話・携帯端末などで用いられるSMSに、銀行・企業などを騙ってメッセージを送り、特定のサイトへ誘導・課金する手法がある。対策としては、セキュリティソフトの導入や不審なメッセージを無視する、SMSに記載されたURLはクリックしないという方法がある。
フィッシング詐欺と類似しているが、SMSを介して偽造サイトに誘導するスミッシングに対して、フィッシング詐欺は電子メールやSNSの投稿などを悪用して偽造サイトへ誘導するという違いがある。
近年では、IMSIキャッチャーを利用したSMSブラスター攻撃という手法が増えている。MSIキャッチャーを搭載した車で移動しながら、周辺のスマホを強制的に偽基地局（IMSIキャッチャー）に接続させ、宅配業者や金融機関、通信キャリアなどを装ったスパムSMSを送信するという手口である。2023年頃、タイのバンコクで大規模な事例が発覚し、以降各地で同様の攻撃が観測されている。